# Descente de croix (Rembrandt, 1650-52)
La  Descente de Croix  est une peinture à l'huile sur toile réalisée entre 1650 et 1652 à l'atelier de Rembrandt, par un de ses élèves, probablement Constantijn van Renesse, encadré par son maître. Il fait maintenant partie des collections de la National Gallery of Art à Washington.

## Description
Le tableau représente une déposition de la croix, thème plusieurs fois traité par Rembrandt. Sa composition, dans laquelle les personnages forment comme une chaîne. Cinq hommes, dont Joseph d'Arimathie, dans un assemblage complexe, supportent le Christ. Un sixième s'apprête à le recevoir.
Deux visages se détachent, éclairés par la lumière de la torche tenue par un des deux hommes sur une échelle, et la figure éplorée de la Vierge Marie. La pâleur mortelle de son visage fait écho à celle du corps de son fils.

## Attribution
L'œuvre est peinte d'une main talentueuse, probablement un des élèves les plus doués de l'atelier de Rembrandt. Celui est certainement impliqué dans sa composition et dans l'agencement des formes, mais il n'y a pas d'éléments permettant de penser qu'il a contribué à son exécution. 
L'auteur n'est pas connu, mais des proximités stylistiques laissent penser qu'il s'agit de Constantijn van Renesse (1626–1680), qui a été son élève entre 1649 et 1652. 
C'est à ce moment que le tableau, probablement commencé dans les années 1630, a été achevé, avec une réduction de sa taille.